# Богатырь (Винницкая область)
Богатырь (укр. Богатир) — бывшее село в Погребищенском районе Винницкой области Украины. Упразднено 27.04.2012.

## Адрес местного совета
22220, Винницкая область, Погребищенский р-н, с.Морозовка, Школьная, 30